# Darisodes dissimilis
Darisodes dissimilis är en fjärilsart som beskrevs av W. Warren 1897. Darisodes dissimilis ingår i släktet Darisodes och familjen mätare. Inga underarter finns listade i Catalogue of Life.